# Робертс, Джулия
Джу́лия Фио́на Ро́бертс (англ. Julia Fiona Roberts; род. 28 октября 1967[…], Смерна, Джорджия) — американская актриса кино и телевидения, продюсер.
Первый прорыв в карьере Робертс произошёл после выхода фильмов «Мистическая пицца» и «Стальные магнолии», за последний из которых она была удостоена «Золотого глобуса» и первой номинации на премию «Оскар». Спустя год актриса приобрела статус «звезды Голливуда», сыграв главную роль в комедийной мелодраме «Красотка», за которую она получила второй «Золотой глобус» и вторую номинацию на «Оскар». На протяжении 1990-х годов Робертс снялась во многих коммерчески успешных фильмах, в том числе в культовых романтических комедиях «Свадьба моего лучшего друга», «Ноттинг-Хилл» и «Сбежавшая невеста». В 2000 году Джулия Робертс сыграла драматическую роль в байопике «Эрин Брокович», после чего стала обладательницей множества наград, в том числе премии «Оскар», третьего «Золотого глобуса» и BAFTA. В последующие годы другими успешными фильмами с участием Робертс стали «Одиннадцать друзей Оушена», «Двенадцать друзей Оушена», «Война Чарли Уилсона», «День святого Валентина», «Ешь, молись, люби», «Август: Графство Осейдж» (номинации на «Оскар», «Золотой глобус» и BAFTA), «Чудо» и «Билет в рай».
Джулия Робертс — одна из самых высокооплачиваемых актрис 1990-х годов и первой половины 2000-х годов. За фильмы «Эрин Брокович» и «Улыбка Моны Лизы» она получила рекордные на тот момент гонорары в размере 20 млн долларов и 25 млн долларов соответственно. Фильмы с её участием принесли в мировом прокате прибыль на сумму свыше двух миллиардов долларов.

## Ранние годы и образование
Родилась 28 октября 1967 года в городе Смерна (штат Джорджия).
Робертс стала третьим ребёнком в семье. У неё есть старший брат Эрик Робертс (род. 18 апреля 1956) и сестра Лиза (род. 5 августа 1965). Отец Уолтер Грэйди Робертс (1933—1977) был продавцом водяных матрасов и одновременно был актёром и писателем. Мать Бетти Лу Бредемас, работавшая секретарём в церковном приходе и по совместительству актриса, родилась в Миннеаполисе в 1934 году. Робертс имеет ирландские, шотландские, валлийские, английские, немецкие и шведские корни.
Родители Робертс на момент её появления в семье находились в тяжёлом финансовом положении. Отец владел маленькой актёрской школой для детей в Декейтере (Джорджия), которую посещали дети Мартина Лютера Кинга. Когда мать родила Джулию Робертс, отец в знак благодарности за внимание к своим детям оплатил больничный счёт.[значимость факта?]
В 1971 году, когда Джулии Робертс исполнилось 4 года, её мать подала на развод. В следующем году она вышла замуж за театрального критика Майкла Моутса. В этом браке родилась Нэнси Моутс, которая скончалась 9 февраля 2014 года в Лос-Анджелесе в результате передозировки наркотиков в возрасте 37 лет. Брак Бетти Лу Робертс с Моутсом распался в 1983 году. Позже Бетти Робертс называла это замужество «большой ошибкой»: отчим применял физическое насилие к детям Бетти Робертс. Спустя годы Эрик Робертс сделал несколько публичных заявлений на эту тему. Джулия Робертс не только не одобрила поступок брата, но и сама никогда не выступала с откровениями о своём тяжёлом детстве из уважения к своей матери и сестре Нэнси.
Отец Джулии Робертс женился на Эйлин Селларс в 1974 году. Мачеха смогла построить хорошие отношения с детьми Уолтера Робертса от первого брака, но скоропостижно скончалась в сентябре 1977 года от несчастного случая. Уолтер Робертс скончался в декабре того же года от рака желудка.
С 13 лет Джулия Робертс работала официанткой в пиццерии. С 1972 года жила в Смирне, где посещала начальную школу Фитцхью Ли, среднюю школу Гриффин и Колледж Кэмпбелл. В школе увлекалась игрой на кларнете. Несколько раз принимала участие в местном конкурсе красоты, однако дальше финала никогда не проходила. В школьные годы она настолько впечатлилась актёрскими успехами старшего брата, что начала участвовать в местных любительских постановках.
После окончания школы в Смирне Джулия Робертс поступила в Университет штата Джорджия и переехала в Нью-Йорк к сестре, чтобы попробовать себя в кино. Там она подписала контракт с модельным агентством Click и начала посещать курсы актёрского искусства.

### Начало карьеры

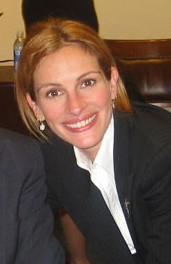
Джулия Робертс в 2002 году

В Нью-Йорке Джулия Робертс помимо уроков актёрского мастерства занималась тренировкой своего произношения: южный акцент никогда не приветствовался в кино. Вскоре она забросила посещения актёрского курса, потому что не находила его достаточно эффективным. После многочисленных прослушиваний и проб к фильмам Джулия Робертс, изменившая имя при вступлении в Гильдию актёров США, так как там уже состояла в членстве актриса по имени Джули Робертс, получила крохотную роль в фильме под названием «Пожарная команда» 1986 года.
Чуть позже Робертс получила приглашение от брата Эрика, в то время уже популярного актёра, сняться в небольшой роли его сестры в боевике «Красный, как кровь», который, однако, целых три года ждал своего выхода на экраны. В это время Джулия Робертс сыграла ещё в нескольких картинах. В фильме «Удовлетворение» она изображала девушку, участвующую в рок-группе (для роли Робертс научилась играть на ударных и бас-гитаре); в том же 1987 году согласилась на роль в комедии «Мистическая пицца», для которой перекрасила свои русые волосы в рыжий цвет (ставший впоследствии одним из её фирменных знаков). За эту картину Робертс заработала 50 тысяч долларов.
В результате заболевания менингитом Робертс переехала на лечение в пригород Лос-Анджелеса Санта-Монику. Близость Голливуда облегчила поиск ролей, и Робертс получила второстепенную, но сюжетообразующую роль Шелби Лэтчери — больной диабетом девушки, готовящейся сыграть свою свадьбу, в фильме «Стальные магнолии». Фильм стал большим прокатным хитом, собрав более 80 миллионов долларов в американских кинотеатрах, а Робертс за исполнение роли получила «Золотой глобус» и номинацию на премию «Оскар» в категории «Лучшая актриса второго плана».

### Прорыв и признание
Картина «Стальные магнолии» вышла на экраны США в конце 1989 года в «предоскаровский сезон»; Джулия Робертс в это время заканчивала своё участие в съёмках фильма с рабочим названием «$ 3000», названного так по той сумме денег, которую обещал богатый бизнесмен проститутке за проведённую с ним неделю. Главной звездой фильма был популярный актёр Ричард Гир; продюсеры хотели известное имя и на роль проститутки Вивьен Уорд, однако режиссёр Гарри Маршалл убедил их взять Джулию Робертс.

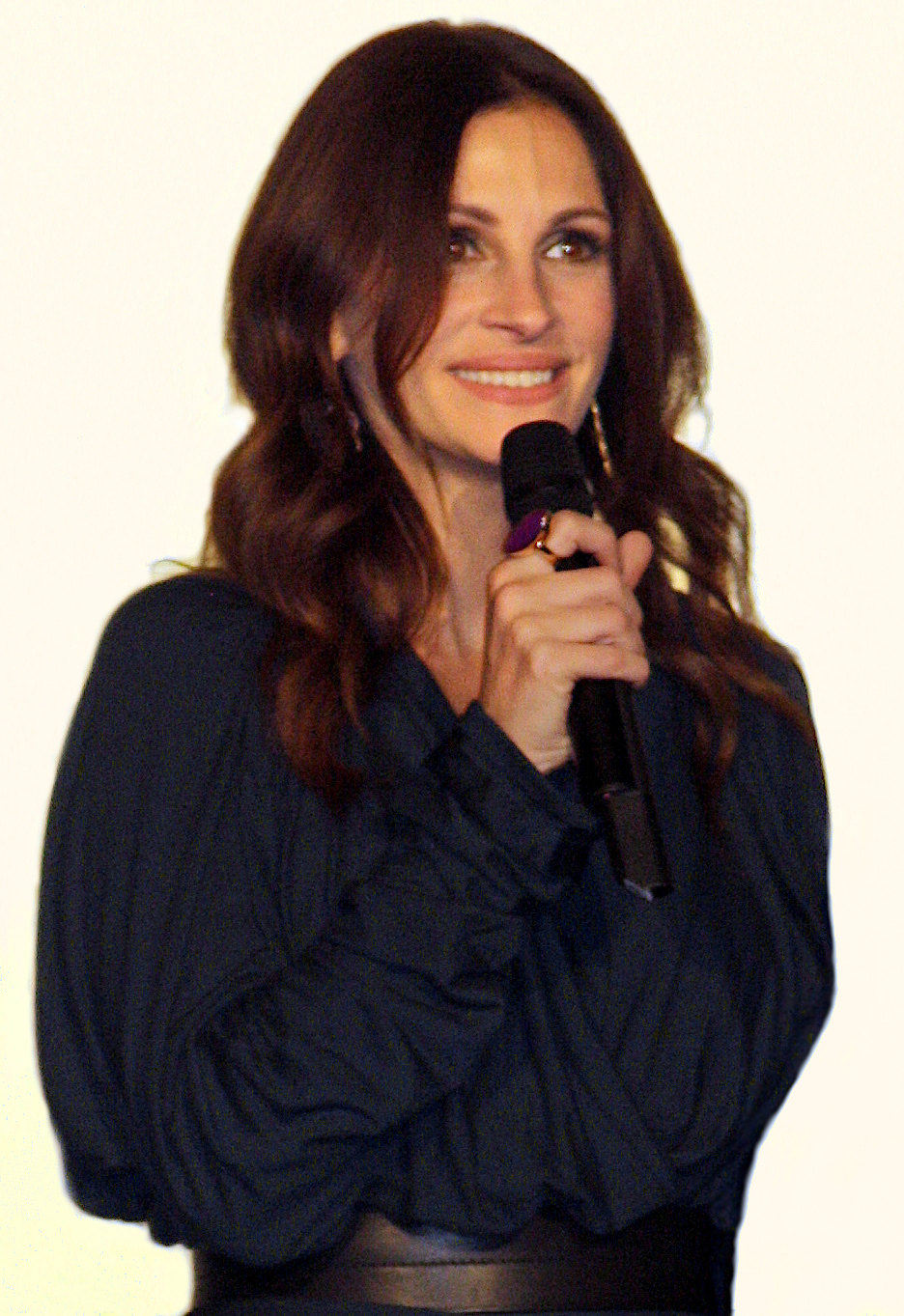
Джулия Робертс в Париже в 2010 году

Актриса за эту роль получила 300 000 долларов. Первоначальный вариант фильма не предполагал хэппи-энда: изначально планировалось, что Вивьен будет наркоманкой, а условием Эдварда Луиса станет требование неделю воздерживаться от дозы; в конце концов Эдвард вышвыривает Вивьен из машины и уезжает, а в финальной сцене она с подругой едет в автобусе в Диснейленд — мечту своего детства.
Однако после громкого успеха Джулии Робертс со «Стальными магнолиями», Маршалл решил удалить все самые мрачные сцены и переснять финал фильма. Картина стала называться «Красотка» по знаменитой песне Роя Орбисона «Pretty Woman». «Красотка» вышла на экраны США 23 марта 1990 года и, несмотря на довольно прохладный приём критиков, заработала в прокате 180 млн долларов, став второй по сборам картиной 1990 года, принеся Робертс вторую подряд номинацию на премию «Оскар» уже как лучшей актрисе и вторую статуэтку «Золотого глобуса».
После успеха «Красотки» Джулия Робертс стала полноценной кинозвездой. Этот фильм и вышедшие следом «Коматозники» позволили Робертс повысить планку своего гонорара за следующий фильм «В постели с врагом» до одного миллиона долларов.
В начале 1990 годов Робертс выпустила несколько «серьёзных» фильмов: «В постели с врагом» о женщине, которая сбегает от избивающего её мужа; «Умереть молодым», где её героиня влюбляется в смертельно больного мужчину; «Дело о пеликанах» — триллер по роману Джона Гришема с участием Дензела Вашингтона; несколько особняком стоят фильм Стивена Спилберга «Капитан Крюк» и ряд чисто развлекательных картин. Все они в той или иной степени пользовались популярностью у публики, однако успеха «Красотки» повторить не удавалось.
Нестабильная личная жизнь Робертс, по признанию самой актрисы, не располагала к выбору «весёлых» сценариев. Она снималась в небольших ролях у Роберта Олтмена, в сверхмрачной драме «Мэри Рейлли» (первый финансовый провал Робертс) Стивена Фрирза, а также в эпизодической роли у Вуди Аллена в фильме «Все говорят, что я люблю тебя» (1996). На этом этапе Джулия Робертс исчезла из поля зрения публики, перестав на время сниматься в кино.

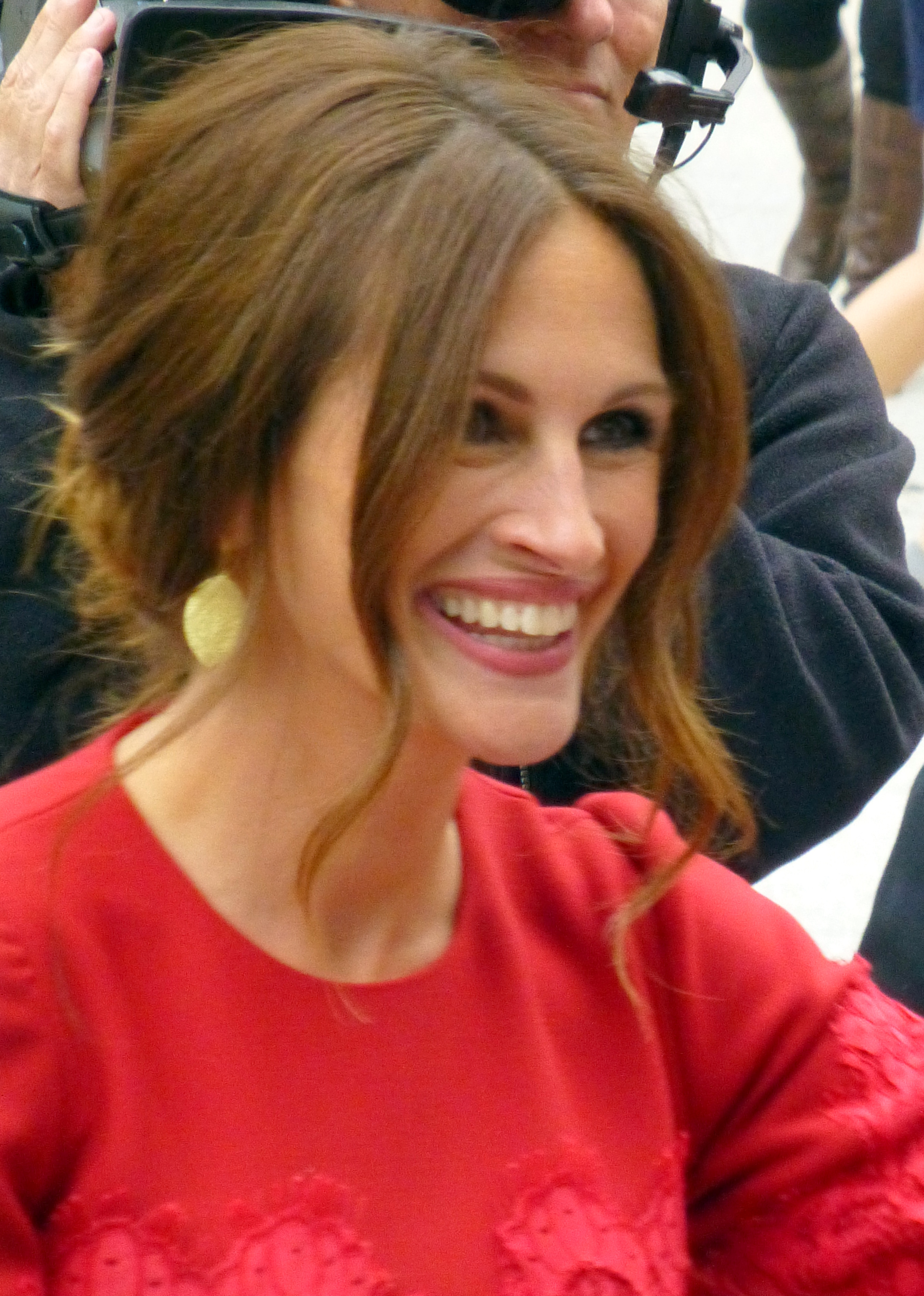
Джулия Робертс на кинофестивале в Торонто в 2013 году

Романтическая комедия «Свадьба лучшего друга» 1997 года стала фаворитом и у критиков: ведущий киноколумнист США Роджер Эберт назвал исполнение Робертс «блестящим».
За ролью ресторанного критика Джулианн Поттер из «Свадьбы лучшего друга» последовали ещё несколько кассово успешных картин, с разной степенью благосклонности принятых критиками: наиболее прибыльными стали «Ноттинг Хилл» (1999, номинация для Робертс на «Золотой глобус», кассовые сборы в мире составили 363 млн долларов), «Сбежавшая невеста» (1999, кассовые сборы в мире — 310 млн долларов), «Одиннадцать друзей Оушена» (2001, сборы в мире — 450 млн долларов).
Триумфом Джулии Робертс стала биографическая роль в фильме Стивена Содерберга «Эрин Брокович» (2000). Фильм не только стал успешным коммерчески (сборы в мире составили 256 млн долларов), но и принёс создателям пять номинаций на премию «Оскар», в одной из которых Джулия Робертс победила. Помимо «Оскара», актриса была удостоена премии BAFTA и третьего «Золотого глобуса».
За картину «Улыбка Моны Лизы» Робертс получила беспрецедентный в истории кинематографа гонорар для актрисы — в размере 25 млн долларов. При этом она участвовала и в небольших проектах — фильм «Близость» с её участием, снятый за 27 миллионов долларов, принёс более 115 млн долларов в прокате.
В 2007 году Робертс снялась в драме «Война Чарли Уилсона» с участием лауреатов «Оскара» Тома Хэнкса и Филипа Сеймура Хоффмана, за который получила номинацию на «Золотой глобус».
29 апреля 2010 Робертс в двенадцатый раз возглавила список «самых красивых людей планеты» по версии журнала People.
Робертс выкупила права на экранизацию бестселлера Элизабет Гилберт «Ешь, молись, люби», в котором сыграла главную роль.
В 2013 году Робертс сыграла одну из дочерей героини Мерил Стрип в трагикомедии «Август: Графство Осейдж». Критики весьма высоко оценили её актёрскую игру, посчитав одной из лучших со времён фильма «Эрин Брокович». Актриса была вновь номинирована на премии «Оскар», «Золотой глобус», BAFTA и «Премию Гильдии киноактёров США» в категории «Лучшая женская роль второго плана» в 2014 году. Затем Джулия Робертс снялась в фильмах «Обыкновенное сердце» (2014), «Тайна в их глазах» (2015), «Финансовый монстр» (2016), «Несносные леди» (2016) и «Смурфики: Затерянная деревня» (2017).

## Личная жизнь
В 1990-е годы в числе знаменитостей, с которыми у актрисы были романы, можно назвать Кифера Сазерленда, Мэтью Перри, Лиама Нисона, Дэниела Дэй-Льюиса, Бенджамина Брэтта.
Первый брак Робертс с актёром и кантри-певцом Лайлом Ловеттом, заключённый в 1993 году, продлился менее двух лет.
4 июля 2002 года Робертс вышла замуж за кинооператора Дэниела Модера. 28 ноября 2004 года у пары родилась двойня — дочь Хэзел Патриша и сын Финнеас Уолтер. Роды прошли за 4 недели до срока, однако никаких осложнений не наблюдалось. 18 июня 2007 года Робертс родила сына Генри Дэниела Модера.
Робертс с семьёй проживает в своём пентхаусе в Нью-Йорке (на Манхэттене) и на ранчо на Тахо. У неё также есть особняк в Малибу (Калифорния). Робертс владеет кинокомпанией «Om Red Films» и, кроме того, занимается благотворительной деятельностью. В 2005 году состояние актрисы оценивалось журналом Forbes в 250 миллионов долларов.
По вероисповеданию — индуистка.
В 2010 году в одном из интервью Джулия Робертс заявила, что вместе со своим мужем и детьми регулярно посещает индуистские храмы с целью «петь, молиться и праздновать».
Актриса любит ходить босиком: в частности, она появлялась в таком виде на ряде кинофестивалей и ток-шоу, а также на бракосочетании с Лайлом Ловеттом. Этой чертой наделены и некоторые её героини, например, Тинкер Белл из фильма «Капитан Крюк».

## Фильмография

### Актриса
| Год  |    | Русское название              | Оригинальное название           | Роль                       |
| ---- | -- | ----------------------------- | ------------------------------- | -------------------------- |
| 1987 | ф  | Пожарная команда              | Firehouse                       | Бэбс                       |
| 1988 | с  | Полиция Майами: Отдел нравов  | Miami Vice                      | Пола Уилер                 |
| 1988 | ф  | Удовлетворение                | Satisfaction                    | Дэрил Шэйн                 |
| 1988 | ф  | Мистическая пицца             | Mystic Pizza                    | Дэйзи Аруджо               |
| 1988 | ф  | Красный, как кровь            | Blood Red                       | Мария Коллогеро            |
| 1989 | ф  | Стальные магнолии             | Steel Magnolias                 | Шелби Итентон Лэтчери      |
| 1990 | ф  | Красотка                      | Pretty Woman                    | Вивиан Уорд                |
| 1990 | ф  | Коматозники                   | Flatliners                      | Рэйчел Маннус              |
| 1991 | ф  | В постели с врагом            | Sleeping with the enemy         | Сара Уотерс / Лора Барни   |
| 1991 | ф  | Умереть молодым               | Dying Young                     | Хилари О’Нил               |
| 1991 | ф  | Капитан Крюк                  | Hook                            | Тинкер Белл                |
| 1992 | ф  | Игрок                         | The Player                      | в роли самой себя          |
| 1993 | ф  | Дело о пеликанах              | The Pelican Brief               | Дарби Шоу                  |
| 1994 | ф  | Я люблю неприятности          | I Love Trouble                  | Сабрина Питерсон           |
| 1994 | ф  | Высокая мода                  | Pret-a-Porter                   | Энн Эйзенхауер             |
| 1995 | ф  | Тема для разговора            | Something to talk about         | Грэйс Кинг Бишон           |
| 1996 | ф  | Мэри Райли                    | Mary Reilly                     | Мэри Рейлли                |
| 1996 | ф  | Майкл Коллинз                 | Michael Collins                 | Китти Кирнэн               |
| 1996 | ф  | Все говорят, что я люблю тебя | Everyone Says I Love You        | Вон Сайделл                |
| 1995 | с  | Друзья                        | Friends                         | Сьюзи Мосс                 |
| 1997 | ф  | Свадьба лучшего друга         | My Best Friend's Wedding        | Джулианна Поттер           |
| 1997 | ф  | Теория заговора               | Conspiracy Theory               | Элис Саттон                |
| 1998 | ф  | Мачеха                        | Stepmom                         | Изабель Келли              |
| 1999 | ф  | Ноттинг-Хилл                  | Notting Hill                    | Анна Скотт                 |
| 1999 | ф  | Сбежавшая невеста             | Runaway bride                   | Мэгги Карпентер            |
| 1999 | с  | Закон и порядок               | Law & Order                     | Катрина Ладлоу             |
| 2000 | ф  | Эрин Брокович                 | Erin Brockovich                 | Эрин Брокович              |
| 2001 | ф  | Мексиканец                    | The Mexican                     | Саманта Бэрзел             |
| 2001 | ф  | Любимцы Америки               | America's Sweethearts           | Кэйтлин «Кики» Харрисон    |
| 2001 | ф  | Одиннадцать друзей Оушена     | Ocean's Eleven                  | Тэсс Оушен                 |
| 2002 | ф  | Во всей красе                 | Full Frontal                    | Кэтрин / Франческа         |
| 2002 | ф  | Признания опасного человека   | Confessions of a Dangerous Mind | Патриша Уотсон             |
| 2002 | ф  | Великий чемпион               | Grand Champion                  | Джолин                     |
| 2003 | ф  | Улыбка Моны Лизы              | Mona Lisa Smile                 | Кэтрин Энн Уотсон          |
| 2004 | ф  | Близость                      | Closer                          | Анна Кэмерон               |
| 2004 | ф  | Двенадцать друзей Оушена      | Ocean's Twelve                  | Тэсс Оушен / камео         |
| 2006 | мф | Гроза муравьёв                | Ant Bully                       | Хова                       |
| 2006 | ф  | Паутина Шарлотты              | Charlotte's Web                 | Шарлотта                   |
| 2007 | ф  | Война Чарли Уилсона           | Charlie Wilson's War            | Джоанна Хэрринг            |
| 2008 | ф  | Светлячки в саду              | Fireflies in the Garden         | Лиза Тейлор                |
| 2009 | ф  | Ничего личного                | Duplicity                       | Клер Стэнвик               |
| 2010 | ф  | День Святого Валентина        | Valentine's Day                 | Кейт Гритсон               |
| 2010 | ф  | Ешь, молись, люби             | Eat, Pray, Love                 | Элизабет Гилберт           |
| 2011 | ф  | Ларри Краун                   | Larry Crowne                    | Мерседес Тэйно             |
| 2012 | ф  | Белоснежка: Месть гномов      | Mirror Mirror                   | злая королева Клементианна |
| 2013 | ф  | Август: Графство Осейдж       | August: Osage County            | Барбара Уэстон             |
| 2014 | тф | Обыкновенное сердце           | The Normal Heart                | доктор Эмма Брукнер        |
| 2015 | ф  | Тайна в их глазах             | Secret in Their Eyes            | Джесс                      |
| 2016 | ф  | Финансовый монстр             | Money Monster                   | Пэтти Фенн                 |
| 2016 | ф  | Несносные леди                | Mother's Day                    | Миранда                    |
| 2017 | мф | Смурфики: Затерянная деревня  | Smurfs: The Lost Village        | Смурф Ивы                  |
| 2017 | ф  | Чудо                          | Wonder                          | Изабель Пуллман            |
| 2018 | ф  | Вернуть Бена                  | Ben is Back                     | Холли Бёрнс                |
| 2018 | с  | Возвращение домой             | Homecoming                      | Хайди Бергман              |
| 2022 | с  | Газлит                        | Gaslit                          | Марта Митчелл              |
| 2022 | ф  | Билет в рай                   | Ticket to Paradise              | Джорджия Коттон            |
| 2023 | ф  | Оставь мир позади             | Leave The World Behind          | Аманда Сэнфорд             |
| 2025 | ф  | После охоты                   | After the Hunt                  | Алма Олссон                |
|      | ф  | Паникуйте осторожно           | Panic Carefully                 |                            |

### Продюсер
- 1998 — «Мачеха»
- 2004 — «Саманта: Каникулы американской девочки»
- 2005 — «Фелисити: История юной американки»
- 2008 — «Кит Киттредж: Загадка американской девочки»
- 2011 — «Экстраординарные мамы»
- 2011 — «Несносный Генри»
- 2017 — «Вязание по пятницам»

## Награды и номинации
Полный список наград и номинаций на сайте IMDb.
| Награда                        | Год  | Категория                                                   | Работа                  | Результат |
| ------------------------------ | ---- | ----------------------------------------------------------- | ----------------------- | --------- |
| Оскар                          | 1990 | Лучшая женская роль второго плана                           | Стальные магнолии       | Номинация |
| Оскар                          | 1991 | Лучшая женская роль                                         | Красотка                | Номинация |
| Оскар                          | 2001 | Лучшая женская роль                                         | Эрин Брокович           | Победа    |
| Оскар                          | 2014 | Лучшая женская роль второго плана                           | Август: Графство Осейдж | Номинация |
| BAFTA                          | 1991 | Лучшая женская роль                                         | Красотка                | Номинация |
| BAFTA                          | 2001 | Лучшая женская роль                                         | Эрин Брокович           | Победа    |
| BAFTA                          | 2014 | Лучшая женская роль второго плана                           | Август: Графство Осейдж | Номинация |
| Золотой глобус                 | 1990 | Лучшая женская роль второго плана — Кинофильм               | Стальные магнолии       | Победа    |
| Золотой глобус                 | 1991 | Лучшая женская роль — комедия или мюзикл                    | Красотка                | Победа    |
| Золотой глобус                 | 1998 | Лучшая женская роль — комедия или мюзикл                    | Свадьба лучшего друга   | Номинация |
| Золотой глобус                 | 2000 | Лучшая женская роль — комедия или мюзикл                    | Ноттинг Хилл            | Номинация |
| Золотой глобус                 | 2001 | Лучшая женская роль — драма                                 | Эрин Брокович           | Победа    |
| Золотой глобус                 | 2008 | Лучшая женская роль второго плана — Кинофильм               | Война Чарли Уилсона     | Номинация |
| Золотой глобус                 | 2010 | Лучшая женская роль — комедия или мюзикл                    | Ничего личного          | Номинация |
| Золотой глобус                 | 2014 | Лучшая женская роль второго плана — Кинофильм               | Август: Графство Осейдж | Номинация |
| Эмми                           | 1999 | Лучшая приглашённая актриса в драматическом телесериале     | Закон и порядок         | Номинация |
| Эмми                           | 2014 | Лучшая женская роль второго плана в мини-сериале или фильме | Обычное сердце          | Номинация |
| Премия Гильдии киноактёров США | 2001 | Лучшая женская роль                                         | Эрин Брокович           | Победа    |
| Премия Гильдии киноактёров США | 2014 | Лучшая женская роль второго плана                           | Август: Графство Осейдж | Номинация |
| Премия Гильдии киноактёров США | 2015 | Лучшая женская роль в телефильме или мини-сериале           | Обычное сердце          | Номинация |